# 湘南星
湘南星（学名：Arisaema hunanense）为天南星科天南星属的植物，为中国的特有植物。分布在中国大陆的四川、湖南、广东等地，生长于海拔200米至750米的地区，常生长在山谷林下、山坡林中或阴地，目前尚未由人工引种栽培。